# Lovci stínů: Nástroje smrti
Lovci stínů: Nástroje smrti (v anglickém originále: Shadowhunters, znám také jako Shadowhunters: The Mortal Instruments), je americký televizní seriál stanice Freeform vysílaný od 12. ledna 2016 a inspirovaný romány Nástroje smrti od Cassandry Clare. Seriál byl oficiálně vybrán stanicí 30. března 2015. Seriál je rebootem filmu Mortal Instruments: Město z kostí z roku 2013, který byl také produkován studiem Constantin Film. Druhá řada měla premiéru dne 2. ledna 2017. V srpnu roku 2016 tvůrce seriálu Ed Decter opustil seriál a na jeho místo nastoupili Todd Slavkin a Darren Swimmer. V dubnu roku 2017 stanice objednala dvacetidílnou třetí řadu, která měla premiéru dne 20. března 2018. V červnu roku 2018 stanice oznámila zrušení seriálu po odvysílání třetí řady, ale byly objednané dva díly navíc, na dokončení příběhu seriálu. Poslední dvou-díl se vysílal dne 6. května 2019.

## Příběh
Seriál sleduje mladou Clary Fray, která je vržena do světa stínů – andělé, kteří loví démony – na její 18. narozeniny, poté co je její matka napadena a unesena jedním z démonů. Ve snaze ji zachránit, se dává dohromady se skupinou Lovců stínů, včetně podmanivého Jace Waylanda a jejího dlouholetého kamaráda Simona. Clary začíná cestu za sebe-poznáním, dozvídá se více o své minulosti, která ji může pomoci v budoucnosti.

## Obsazení

### Hlavní role
- Katherine McNamara jako Clarissa "Clary Fray" Fairchild
- Dominic Sherwood jako Jace Wayland (Herondale)
- Alberto Rosende jako Simon Lewis
- Matthew Daddario jako Alexander Lightwood
- Emeraude Toubia jako Isabelle Lightwood
- Isaiah Mustafa jako Luke Garroway
- Harry Shum, Jr. jako Magnus Bane
- Alisha Wainwright jako Maia Roberts (od 3. řady, vedlejší role – 2. řada)

### Vedlejší role
- Alan van Sprang jako Valentine Morgenstern
- Maxim Roy jako Jocelyn "Fray" Fairchild
- Jon Corn jako Hodge Starkweather
- David Castro jako Raphael Santiago
- Jade Hassouné jako Meliorn
- Kaitlyn Leeb jako Camille Belcourt
- Nicola Correia-Damude jako Maryse Lightwood
- Paulino Nunes jako Robert Lightwood
- Jack Fulton jako Max Lightwood
- Christina Cox jako Elaine Lewis
- Holly Deveaux jako Rebecca Lewis
- Stephanie Bennett jako Lydia Branwell
- Raymond Ablack jako Raj
- Vanessa Matsui jako Dorothea "Dot" Rollins
- Mimi Kuzyk jako Imogen Herondale
- Lola Flanery jako Seelie Queen
- Joel Labelle jako Alaric
- Jordan Hudyma jako Blackwell
- Shailene Garnett jako Maureen Brown
- Lisa Marcos jako Susanna Vargas
- Stephen R. Hart jako Bratr Jeremiah
- Curtis Morgan jako Pangborn
- Nykeem Provo jako mladý Luke
- Nick Sagar jako Victor Aldertree
- Will Tudor jako Sebastian Verlac
- Anna Hopkins jako Lilth
- Alexandra Ordolis jako Olivia Wilson
- Tessa Mossey jako Heidi McKenzie
- Chai Hansen jako Jordan Kyle

## Vysílání
| Řada | Díly | Premiéra v USA  | Premiéra v USA  |
| Řada | Díly | První díl       | Poslední díl    |
| ---- | ---- | --------------- | --------------- |
| 1    | 13   | 12. ledna 2016  | 5. dubna 2016   |
| 2    | 20   | 2. ledna 2017   | 14. srpna 2017  |
| 3    | 10   | 20. března 2018 | 15. května 2018 |
| 3    | 12   | 25. února 2019  | 6. května 2019  |

## Produkce
V roce 2012 Screen Gems oznámilo produkci filmové adaptace první knihy ze série Nástroje smrti od Cassandry Clare. Produkce filmové adaptace druhé knihy City of Ashes, byla naplanována na září 2013, poté posunuta na rok 2014 a nakonec zrušena.
12. dubna 2012 Constantin Film potvrdil, že Nástroje smrti se vrátí jako televizní seriál. Bylo oznámeno, že epizody budou dlouhé jednu hodinu a děj začne od první knihy City of Bones. V únoru 2015 Casandra Clare prostřednictvím twitteru oznámila, že seriál se bude jmenovat Shadowhunters. V dubnu roku 2017 stanice objednala dvacetidílnou třetí řadu, která měla premiéru dne 20. března 2018. V červnu roku 2018 stanice oznámila zrušení seriálu po odvysílání třetí řady, ale byly objednané dva díly navíc, na dokončení příběhu seriálu. Druhá polovina třetí řady se bude vysílat na začátku roku 2019.

### Casting
20. dubna 2015 byl Dominic Sherwood prvním členem obsazení seriálu. 2. května bylo označeno, že Emeraude Toubia přijala roli Isabelle Lightwood a Alberto Resende roli Simona Lewise. 6. května bylo oznámeno, že bývalá hvězda Disney kanálu Katherine McNamara získala hlavní roli Clary Fray. O dva dny později se k obsazení přidali Matthew Daddario a Isaiah Mustafa. Do vedlejší role Valentina byl přijat Alan Van Sprang. Maxim Roy si zahrála roli Jocelyn Fray a Harry Shum, Jr. roli Magnuse Banea.

### Natáčení
Natáčení bylo zahájeno 25. května 2015 v Torontu v Kanadě.

## Ocenění a nominace
| Rok  | Ocenění                       | Kategorie                                                                      | Nominovaní                                | Výsledek  |
| ---- | ----------------------------- | ------------------------------------------------------------------------------ | ----------------------------------------- | --------- |
| 2016 | BMI Film & TV Awards          | nejlepší televizní seriál                                                      | Ben Decter                                | vítězství |
| 2016 | Joey Awards                   | nejlepší herečka ve věku 9 let a mladší v dramatickém nebo komediálním seriálu | Sofia Wells                               | nominace  |
| 2016 | MTV Fandom Awards             | nejlepší fanouškové                                                            | Lovci stínů: Nástroje smrti               | vítězství |
| 2016 | MTV Fandom Awards             | nejlepší televizní pár                                                         | Malec (Matthew Daddario a Harry Shum Jr.) | nominace  |
| 2016 | Teen Choice Awards            | televizní objev roku: seriál                                                   | Lovci stínů: Nástroje smrti               | vítězství |
| 2016 | Teen Choice Awards            | televizní objev roku:herec/herečka                                             | Matthew Daddario                          | vítězství |
| 2016 | Teen Choice Awards            | televizní objev roku:herec/herečka                                             | Katherine McNamara                        | nominace  |
| 2017 | BMI Film & TV Awards          | nejlepší televizní seriál                                                      | Trevor Morris                             | vítězství |
| 2017 | GLAAD Awards                  | nejlepší dramatický seriál                                                     | Lovci stínů: Nástroje smrti               | vítězství |
| 2017 | People's Choice Awards        | nejoblíbenější kabelový seriál: sci-fi/fantasy                                 | Lovci stínů: Nástroje smrti               | nominace  |
| 2017 | Joey Awards                   | nejlepší herečka starší 13 let v televizním seriálu                            | Nicole Law                                | vítězství |
| 2017 | Joey Awards                   | nejlepší herec ve věku 10–11 let v televizním seriálu v hlavní roli            | Jack Fulton                               | nominace  |
| 2017 | Teen Choice Awards            | nejlepší televizní polibek                                                     | Malec (Matthew Daddario a Harry Shum Jr.) | nominace  |
| 2017 | Teen Choice Awards            | nejlepší herec: sci-fi/fantasy seriál                                          | Matthew Daddario                          | nominace  |
| 2017 | Teen Choice Awards            | nejlepší herečka: sci-fi/fantasy seriál                                        | Emeraude Toubia                           | nominace  |
| 2017 | Teen Choice Awards            | nejlepší televizní seriál: sci-fi/fantasy                                      | Lovci stínů: Nástroje smrti               | nominace  |
| 2017 | Teen Choice Awards            | nejlepší televizní pár                                                         | Malec (Matthew Daddario a Harry Shum Jr.) | nominace  |
| 2017 | Teen Choice Awards            | nejlepší letní televizní herec                                                 | Harry Shum Jr.                            | nominace  |
| 2017 | Bisexual Representation Award | nejlepší reprezentace bisexuální postavy ve vedlejší roli: muž                 | Harry Shum Jr.                            | vítězství |
| 2018 | GLAAD Awards                  | nejlepší dramatický seriál                                                     | Lovci stínů: Nástroje smrti               | nominace  |
| 2018 | People's Choice Awards        | nejoblíbenější seriál, který stojí za zhlédnutí                                | Lovci stínů: Nástroje smrti               | vítězství |
| 2018 | People's Choice Awards        | neoblíbenější televizní hvězda: žena                                           | Katherine McNamara                        | vítězství |
| 2018 | People's Choice Awards        | neoblíbenější televizní hvězda: muž                                            | Harry Shum Jr.                            | vítězství |
| 2018 | People's Choice Awards        | neoblíbenější televizní seriál: sci-fi/fantasy                                 | Lovci stínů: Nástroje smrti               | nominace  |
| 2018 | People's Choice Awards        | neoblíbenější televizní seriál                                                 | Lovci stínů: Nástroje smrti               | vítězství |
| 2018 | Bisexual Representation Award | nejlepší reprezentace bisexuální postavy ve vedlejší roli: muž                 | Harry Shum Jr.                            | vítězství |
| 2018 | Teen Choice Awards            | nejlepší herec: sci-fi/fantasy seriál                                          | Matthew Daddario                          | vítězství |
| 2018 | Teen Choice Awards            | nejlepší herec: sci-fi/fantasy seriál                                          | Dominic Sherwood                          | nominace  |
| 2018 | Teen Choice Awards            | nejlepší herečka: sci-fi/fantasy seriál                                        | Katherine McNamara                        | nominace  |
| 2018 | Teen Choice Awards            | nejlepší herečka: sci-fi/fantasy seriál                                        | Emeraude Toubia                           | nominace  |
| 2018 | Teen Choice Awards            | nejlepší televizní seriál: sci-fi/fantasy                                      | Lovci stínů: Nástroje smrti               | vítězství |
| 2018 | Teen Choice Awards            | nejlepší televizní pár                                                         | Malec (Matthew Daddario a Harry Shum Jr.) | nominace  |
| 2018 | Teen Choice Awards            | nejlepší televizní zloduch                                                     | Anna Hopkins                              | nominace  |